# Nyílt szöveg
A kriptográfiában a nyílt szöveg olyan titkosítatlan információt jelent, amelyet általában kriptográfiai algoritmus, elsősorban titkosítási algoritmusok bemeneteleként használnak. Ez általában olyan adatokra utal, amelyeket titkosítatlan formában tárolnak vagy továbbítanak.

## Áttekintés
A számítástechnika megjelenésével a „nyílt szöveg” fogalma túllépett az ember által olvasható dokumentumokon, és   olyan adatokat is magában foglal, beleértve a bináris fájlokat is, amelyek olyan formátumban vannak, hogy kulcs vagy más visszafejtő eszköz nélkül is megtekinthető vagy használható. Az információ – üzenet, dokumentum, fájl stb. – ha titkosítatlan formában kerül közlésre vagy tárolásra, nyílt szövegnek nevezzük.
A nyílt szöveget titkosító algoritmus bemeneteként használják; a kimenetet általában titkosított szövegnek nevezik, különösen akkor, ha az algoritmus egy titkosító eljárás . A kódszöveg ritkábban használatos kifejezés, és szinte mindig csak akkor alkalmazzák, ha az érintett algoritmus valójában kódot használ. Néhány rendszer több rétegű titkosítást alkalmaz, ahol az egyik titkosító algoritmus kimenete a következő algoritmus „nyílt szöveg” bemenetként szolgál.

## Biztonságos kezelés
A nyílt szövegek nem biztonságos kezelése gyengeségeket vezethet be egy kriptorendszerbe azáltal, hogy lehetővé teszi a támadó számára a kriptográfia teljes megkerülését. A nyílt szöveg  sérülékeny mind használat, mind tárolás során, legyen az elektronikus vagy papír formátumban. A fizikai biztonság az információ és adathordozóik fizikai támadásoktól való védelmét jelenti – például amikor valaki   egy épületbe behatol, hogy hozzáférjen papírokhoz, tárolóeszközökhöz vagy számítógépekhez. A kidobott anyagot, ha nem megfelelően semmisítik meg, biztonsági kockázatot jelenthet. Még a széttépett dokumentumok és törölt mágneses adathordozók is rekonstruálhatók kellő erőfeszítéssel.
Ha a nyílt szöveget számítógépes fájlban tárolják, a tárolóeszköznek, a számítógépnek és annak alkatrészeinek, valamint az összes biztonsági mentésnek biztonságosban kell lennie. Az érzékeny adatokat időnként olyan számítógépeken dolgozzák fel, amelyek tömegtárolója eltávolítható, ilyen esetben az eltávolított lemez fizikai védelme létfontosságú. A számítógép védelme során a hatékony biztonság fizikainak kell lennie  (pl. betörés, nyílt lopás látszólagos javítás ürügyén, titkos megfigyelőeszközök telepítése elleni védelem), valamint virtuálisnak is (pl. operációs rendszer módosítása, jogosulatlan hálózati hozzáférés, trójai programok elleni védelem). A kulcsmeghajtók széles körű elterjedése, amelyek a legtöbb modern számítógéphez csatlakoztathatók és nagy mennyiségű adat tárolására alkalmasak, további súlyos biztonsági kihívást jelent. Egy kém (aki esetleg takarítónak álcázza magát) könnyedén elrejthet egy ilyen eszközt, és ha szükséges, akár le is nyelheti azt.
A leselejtezett számítógépek, merevlemezek és adathordozók szintén potenciális forrásai lehetnek a nyílt szövegeknek. A legtöbb operációs rendszer valójában nem töröl semmit – egyszerűen csak a törölt fájl által elfoglalt lemezterületet „használhatóként” jelöli meg, és eltávolítja a fájl bejegyzését a fájlrendszer könyvtárából . Az ilyen módon törölt fájlok adatai teljes egészében megőrződnek, egészen addig, amíg az operációs rendszer később újra fel nem használja, és felül nem írja a lemezterületet. Mivel még az alsó kategóriás számítógépek is több gigabájtnyi lemezterülettel kerülnek forgalomba, és ez a kapacitás folyamatosan növekszik, ez a „későbbi időpont” akár hónapok múlva is bekövetkezhet, vagy előfordulhat, hogy soha nem következik be. Sok esetben még a törölt fájl által elfoglalt lemezfelület felülírása sem elegendő. Peter Gutmann, az Aucklandi Egyetem munkatársa 1996-ban ismert tanulmányt írt az mágneses lemezeken felülírt adatok visszaállításáról; mivel azóta a lemezek tárolási sűrűsége jelentősen megnőtt, az ilyen jellegű adatvisszaállítás valószínűleg nehezebb, mint Gutmann idejében volt.
A modern merevlemezek automatikusan átirányítják a hibás szektorokat, az adatokat pedig épségben lévő szektorokra helyezik át. Ez a folyamat láthatatlanná teszi azokat az adatokat, amelyek a  hibás, kizárt szektorokon találhatók a fájlrendszer és a normál alkalmazások számára. Speciális szoftverek azonban továbbra is képesek információkat kinyerni belőlük.
Egyes kormányzati szervezetek (például az amerikai NSA) megkövetelik, hogy a személyzet fizikailag porrá zúzza a  kidobott merevlemezeket, és bizonyos esetekben kémiai maróanyagokkal kezelje azokat. Ez az eljárás azonban a kormányzaton kívül nem elterjedt. Garfinkel és Shelat (2003) 158 használt merevlemezt elemeztek, amelyeket garázsvásárokon és hasonló helyeken szereztek be, és megállapították, hogy kevesebb mint 10%-uk volt megfelelően megtisztítva. A többi számos olvasható személyes és bizalmas információt tartalmazott.
A fizikai veszteség komoly probléma. Az Egyesült Államok Külügyminisztériuma, a Védelmi Minisztériumnak és a Brit Titkosszolgálat is veszített vagy loptak el titkos információkat tartalmazó, többek között nyílt szöveget is tároló laptopokat. A megfelelő lemeztitkosítási technikák védelmet nyújthatnak jogosulatlanul eltulajdonított számítógépeken vagy adathordozókon tárolt adatok számára.
Előfordulhat, hogy még akkor is, ha a kiszolgáló rendszereken tárolt adatok titkosítva vannak, a rendszerek közötti adatátvitelre használt adathordozók nyílt szövegként tartalmazzák az információkat a nem megfelelően kialakított adatkezelési szabályzat miatt. Például 2007 októberében a HM Revenue and Customs elvesztette azokat a CD-ket, amelyek az Egyesült Királyságban élő 25 millió családi pótlékban részesülő személy titkosítatlan adatait tartalmazták.
A modern kriptográfiai rendszerek ellenállnak az ismert nyílt szövegen vagy akár a választott nyílt szövegen alapuló támadásoknak, ezért előfordulhat, hogy nem kerülnek teljes mértékben veszélybe, akkor sem, ha a nyílt szöveg elveszik vagy illetéktelen kezekbe kerül. A régebbi rendszerek kevésbé hatékony technikákkal próbálták kivédeni a nyílt szöveg kiszivárgásának biztonsági következményeit – például a kitöltéssel és az orosz összekapcsolással, amelyek célja az volt, hogy elfedjék a könnyen kitalálható információkat a nyílt szövegben.

## Fordítás
Ez a szócikk részben vagy egészben  a   Plaintext című angol Wikipédia-szócikk fordításán alapul.  Az eredeti cikk szerkesztőit annak laptörténete sorolja fel. Ez a jelzés csupán a megfogalmazás eredetét és a szerzői jogokat jelzi, nem szolgál a cikkben szereplő információk forrásmegjelöléseként.